# Бабенцы (Звонская волость)
Бабенцы — деревня в Опочецком районе Псковской области России. Входит в состав Звонской волости.
Расположена на правом берегу реки Великой, в 6 км к югу от города Опочка.
Численность населения по состоянию на 2000 год составляла 8 человек, на 2012 год — 15 человек.